# Berta Drews
Berta Helene Drews, född den 19 november 1901 i Berlin-Tempelhof, död den 10 april 1987 i Berlin, var en tysk skådespelerska.
Berta Drews ville ursprungligen bli operasångerska, men då hon hade problem med rösten studerade hon istället vid Max Reinhardts skådespelarskola. Hon blev 1925 engagerad vid teatern i Stuttgart och spelade 1926-1930 vid Münchner Kammerspiele. År 1930 reste hon tillbaka till Berlin, där hon spelade vid Volksbühne och från 1933 vid Staatstheater. Från 1938 till 1945 tillhörde hon ensemblen vid Berliner Schillertheater. Hon gifte sig 1932 med Heinrich George, som var chef för Schillertheater. De spelade tillsammans i filmen Hitlerjunge Quex från 1933. I äktenskapet med George hade hon sönerna Jan och Götz George, som också blev skådespelare.
Etter krigsslutet var hon från 1949 verksam vid Hebbel-Theater och från 1951 åter vid Schillertheater. Hon spelade bland annat "Eliza" i George Bernard Shaws Pygmalion, och var senare en känd TV- och filmskådespelerska. År 1956 spelade hon i Anastasia, die letzte Zarentochter och 1978 i Blecktrumman. Hon skrev en biografi över sin man, och offentliggjorde 1986 dessutom självbiografin Wohin des Wegs?.

## Fotnoter
1. 1 2  Find a Grave, Find A Grave-ID: 19482440, läs online, läst: 9 oktober 2017.[källa från Wikidata]
2. 1 2  Discogs, Discogs artist-ID: 1051085, läst: 9 oktober 2017.[källa från Wikidata]
3. 1 2  filmportal.de, Filmportal-ID: 0e44356affcd4330b2bb347527f66f65, läst: 9 oktober 2017.[källa från Wikidata]
4. ↑  Internet Movie Database, IMDb-ID: nm0237750co0047972, läst: 11 april 2018.[källa från Wikidata]